# Кобець Анатолій Степанович
Анатолій Степанович Кобець(нар. 22 липня 1955, смт Межова, Дніпропетровська область) — український учений у галузі механізації вирощування коренеплодів, розробки та застосування полімерних матеріалів, кандидат технічних наук, професор, заслужений працівник освіти України, ректор Дніпропетровського державного аграрного університету.
Ще в молодших класах юний Анатолій проявляв здібності до точних наук, любив техніку. Тому і вступив на факультет механізації сільського господарства Дніпропетровського сільськогосподарського інституту. В студентські роки займався науковою роботою, був членом наукового студентського товариства. Постійно брав участь у наукових студентських конференціях, неодноразово був визнаний переможцем Всесоюзного і республіканського конкурсів студентських наукових робіт.
В 1978 році отримав диплом інженера-механіка, а згодом був прийнятий на посаду старшого наукового співробітника кафедри сільськогосподарських машин рідного навчального закладу. З великою повагою і вдячністю А.С.Кобець згадує своїх перших наставників, які відкрили йому шлях в науку, допомогли зробити перші кроки у технічній творчості. Це, насамперед, доцент О.П.Гурченко, професори О.І.Буря, О.Т.Лисенко, П.В.Савич.
В цей час визначились основні напрями наукової діяльності А.С.Кобця – механізація вирощування коренеплодів і розробка та застосування полімерних композиційних матеріалів; були отримані перші авторські свідоцтва, опубліковані перші наукові статті. Анатолій Степанович став членом ради молодих вчених і спеціалістів Дніпропетровського обкому ЛКСМ України.
В 1980 році А.С. Кобець на конкурсній основі був прийнятий на посаду старшого наукового співробітника лабораторії вирощування просапних культур Науково-дослідного інституту Нечорноземної зони України (м. Коростень Житомирської області). Поліська земля виявилась щедрою до молодого фахівця. Тут продовжилось його становлення як молодого науковця, а згодом і як організатора наукових досліджень. За десять років А.С.Кобець закінчив аспірантуру Всесоюзного НДІ цукрових буряків (м. Київ), захистив дисертацію на здобуття вченого ступеня кандидата технічних наук, став завідувачем лабораторії механізації заготівлі кормів НДІ Нечорноземної зони України, закінчив з відзнакою Вищі державні курси підвищення кваліфікації керівних, інженерно-технічних і наукових працівників з питань патентознавства та винахідництва (ВДКПВ, м. Москва). В 1987 році йому присвоєно почесне звання «Кращий молодий винахідник України».
Чорнобильська трагедія змусила сім’ю з двома дітьми покинути гостинну, але екологічно забруднену, землю Житомирщини. З 1990 року А.С. Кобець працює у Дніпропетровському державному аграрному університеті спочатку на посаді доцента кафедри сільськогосподарських машин, з 1996 року – декана факультету механізації сільського господарства, а з 2001 року – першого проректора, проректора з навчальної роботи.
На цій посаді А.С. Кобець зробив вагомий внесок у розвиток Дніпропетровського державного аграрного університету, підготовку висококваліфікованих кадрів для агропромислового комплексу, в організацію навчальної, методичної та наукової роботи, у впровадження інноваційних технологій в навчальний процес. За його безпосередньою участю і керівництвом створено мережу базових середніх шкіл в м. Дніпропетровську та сільських районах Дніпропетровської області, а також Межівський районний аграрний ліцей. В цих школах іде планова робота по профорієнтаційній роботі серед сільської молоді і її підготовці до вступу в ДДАУ.
В 2007році Анатолій Степанович Кобець на конкурсній основі був обраний колективом університету ректором Дніпропетровського державного аграрного університету.
Професор А.С.Кобець прийшов на посаду ректора ДДАУ, маючи за плечима чималий досвід науково-дослідної, науково-організаторської та педагогічної роботи. Всю свою енергію він спрямовує на те, щоб навчально-науково-виробничий комплекс «Дніпропетровський державний аграрний університет» міцно утвердився у плеяді престижних національних вищих навчальних закладів, де генеруються конкурентноспроможні ноу-хау, готуються якісні кадри для АПК регіону і країни в цілому, проводиться післядипломне навчання працівників аграрної сфери.
Завдяки цілеспрямованій самовідданій праці ректорату, підтримці науково-педагогічного колективу, а також особистим зусиллям та авторитету А.С.Кобця в останні роки на базі ДДАУ було відкрито Науково-дослідний центр біобезпеки та екологічного контролю ресурсів АПК та Центр природного землеробства ім. М.Руденка. Заграла новими гранями співпраця з такими відомими організаціями, як Інститут сільського господарства степової зони НААН України, Науково-виробнича агрокорпорація «Степова», АТЗТ «АгроСоюз», агрофірма ім. Горького, ООО АФ «Олімпекс-Агро». Спільні проекти сприяють більш ефективному зв’язку між університетською наукою і високотехнологічними підприємствами, що створює умови забезпечення ринку праці висококваліфікованими фахівцівцями-аграріями.
В Дніпропетровському агроуніверситеті відкриваються нові спеціальності та спеціалізації для підготовки фахівців, що досконало володіють новітніми технологіями. Не останню роль у даному процесі відіграє вивчення зарубіжного досвіду та міжнародна діяльність агроуніверситету. Розвиток цього напрямку роботи є пріоритетним для вузу. ДДАУ нині співпрацює з вищими навчальними закладами Москви, Санкт-Петербургу, Бєлгорода, Краснодару (Росія), а також Західної Європи та США, серед яких університети міст Кордова (Іспанія), Плімута (Велика Британія), Бонна, Вайхенштефан-Трієсдорфа (Німеччина), Нанта, Анже, Лілля (Франція), Парми (Італія), Праги (Чехія), Пловдива (Болгарія), Новий Сонч (Польща), штатів Вірджинія, Огайо, Каліфорнія, Пенсільванія (США).
Основним напрямком наукової роботи Анатолія Степановича є вирішення проблем стійкого розвитку складних техноекосистем, удосконалення технологій і засобів механізації вирощування сільськогосподарських культур та розвитку державної політики інтеграції освіти і науки України в системі інноваційної економіки. Під його керівництвом захищено три кандидатські дисертації. За результатами наукових досліджень, теоретичних і практичних узагальнень А.С.Кобець опублікував понад 500 наукових та науково-методичних робіт, в т.ч. 7 монографій, 9 навчальних посібників, має 45 авторських свідоцтв та 186 патентів на винаходи. Більше 10 років А.С. Кобець працює членом експертної ради з харчової, легкої промисловості і сільського господарства Державної акредитаційної комісії Міністерства освіти і науки України.
Де б не працював Анатолій Степанович, які б посади не займав, колеги, підлеглі та студенти завжди поважають і цінують його за відповідальність, професіоналізм, ініціативність, самовіддачу і вимогливість, демократизм і повагу до людей.

## Джерело
- Кобець Анатолій Степанович (біографія)

| Володимир Вернадський | Це незавершена стаття про українського науковця. Ви можете допомогти проєкту, виправивши або дописавши її. |